# Matthew Baillie
Matthew Baillie (n. 27 octombrie 1761 - d. 23 septembrie 1823) a fost medic și anatomist scoțian.

## Biografie
Frate al poetei Joanna Baillie (1762 - 1851) și nepot dar și elev al anatomistului John Hunter, Baillie a studiat la Academia Hamilton, la Universitatea din Glasgow și a obținut doctoratul la Universitatea Oxford în 1789.
În 1785 deschide, împreună cu Cruikshank, un Curs de anatomie la Londra, iar în 1787 devine medic la St. George-Hospital.

## Contribuții
Specialitatea sa de bază a fost anatomia patologică. A studiat cu precădere anomalii ca: situs inversus sau transpoziția marilor vase sanguine.
Toate acestea le-a publicat în celebra sa lucrare The Morbid Anatomy of Some of the Most Important Parts of the Human Body ("Anatomia patologică a celor mai importante organe ale corpului uman"), care, publicată în 1793, a fost primul studiu sistematic de anatomie patologică. Scris sistematic și concis, tratatul devine o lucrare de referință o lungă perioadă.
Ca o recunoaștere a valorii sale, pe 3 iunie 1790, Matthew Baillie devine membru al prestigioasei societăți științifice Royal Society.

### Scrieri
- The morbid human anatomy of some of the most important parts of the human bod (London 1793
- A series of engravings accompanied with explanations which are intended to illustrate the morbid anatomy of the human body (London 1799-1812)
- Lectures and observations on medicine (London 1825).
- The Life of Matthew Baillie ... From the edition of his works by James Wardrop, Esq. London 1825